# Сільськогосподарські товариства
Сільськогосподарські товариства (СГТ) — товариства, метою яких є розвиток й удосконалення сільського господарства і його окремих ділянок, організація науково-дослідних робіт, видавництво фахових праць та журналів, поширнення сільськогосподарської освіти, допомога членам товариств у раціоналізації господарства (створення сільськогосподарських станцій, проведення виставок, публікації у пресі, посередництво в купівлі сільськогосподарських машин, постачанні насіння, збуті сільськогосподарської продукції тощо).
СГТ існують в Європі від другої половини XVIII століття.

## Сільськогосподарські товариства наукраїнській етнічній території
Перше СГТ Російської імперії — «Імператорське вільне економічне товариство» (від 1765, Санкт-Петербург). Воно, як і «Імператорське Московське товариство сільського господарства» (від 1819), своєю діяльністю охоплювало землі центральних та східних українських губерній.
Перше товариство в Україні — «Харківське філотехнічне товариство» (1811–1818, засноване В. Каразіним), яке підкреслювало потребу введення в Україні нових методів сільськогосподарського вbробництва.
Справжнім першим СГТ було «Товариство сільського господарства Південної Росії», засноване 1828 року в Одесі, що діяло на території Херсонської, Катеринославської, Таврійської й Басарабської губерній. Пізніше постало «Полтавське товариство сільського господарства» (від 1855) та товариства сільського господарства і сільськогосподарської промисловості: Харківське (від 1868) і Київське; меншу роль відігравали Кубанське, Катеринославське, Чернігівське та ін. Своєю діяльністю СГТ охоплювали губернії, деякі — лише окремі повіти.
У середині 1890 на українських землях було близько 20 СГТ (разом з філіями). Хоча вони доти були, насамперед, організаціями помішиків, попри те чимало посприяли розвитку сільського господарства.
Кількість СГТ збільшилася після закону 1898 (на підставі якого дозвіл на заснування СГТ затверджували губернатори, раніше — міністерство хліборобства), ще більше після революції 1905 і Столипінської аґрарної реформи. У 1900 в Україні було більше 100 СГТ, у 1905–513, у 1915 — 1 020 (у Російській імперії — 4 700); більшість з них мали місцевий характер. Майже всі ці СГТ (дехто з українських авторів, наприклад, С. Бородаєвський, називають їх спілками) мали характер сільськогосподарських кооперативів. Здебільшого вони виникали з ініціативи діячів української кооперації і земств. На відміну від СГТ попереднього типу, вони обслуговували головні потреби сільської маси.
СГТ, які не мали кооперативних форм, занепали в роки Першої світової війни, а згодом були ліквідовані радянською владою. Натомість сільськогосподарська кооперація стрімко розвивалася у 1917–1919 і (після занепаду під час воєнного комунізму) за НЕПу.

## СГТ на українських землях Австро-Угорщини
На західно-українських землях, у Галичині, «Галицьке товариство господарства» у Львові, засноване 1829 року, мало обслуговувати як українських, так і польських селян, але на ділі підпало під вплив польських дідичів.
Роль СГТ виконувала недовгий час «Галицько-Руська Матиця». Значно довше (до 1909) — товариство «Просвіта» у Львові. Короткий час діяло «Товариство господарсько-промислове» (від 1882) у Станиславові, завдання якого — піднесення добробуту селян. Справжнім СГТ від 1900 було товариство «Сільський господар», яке з середини 1920 набрало характеру станового товариства українських селян. Але й далі у сфері сільського господарства працювала також кооперація (зокрема «Маслосоюз»), а до 1921 — галицький «Патронат хліборобських спілок».
На Буковині роль СГТ виконувало громадсько-культурне освітнє товариство «Руська Бесіда» і «Селянська каса». На Закарпатті — товариство «Просвіта».